# Donnet-Contin

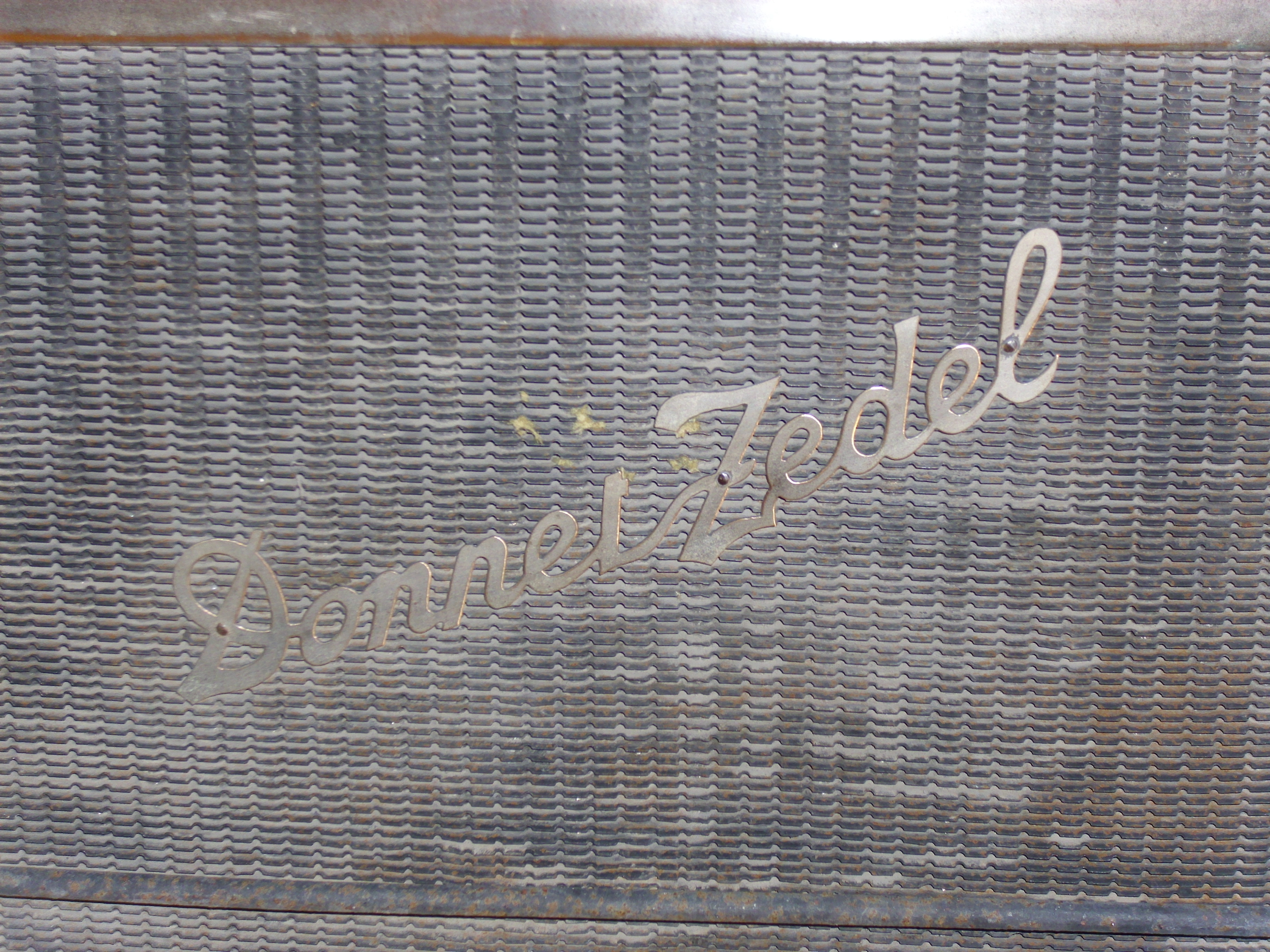
Schriftzug am Kühlergrill

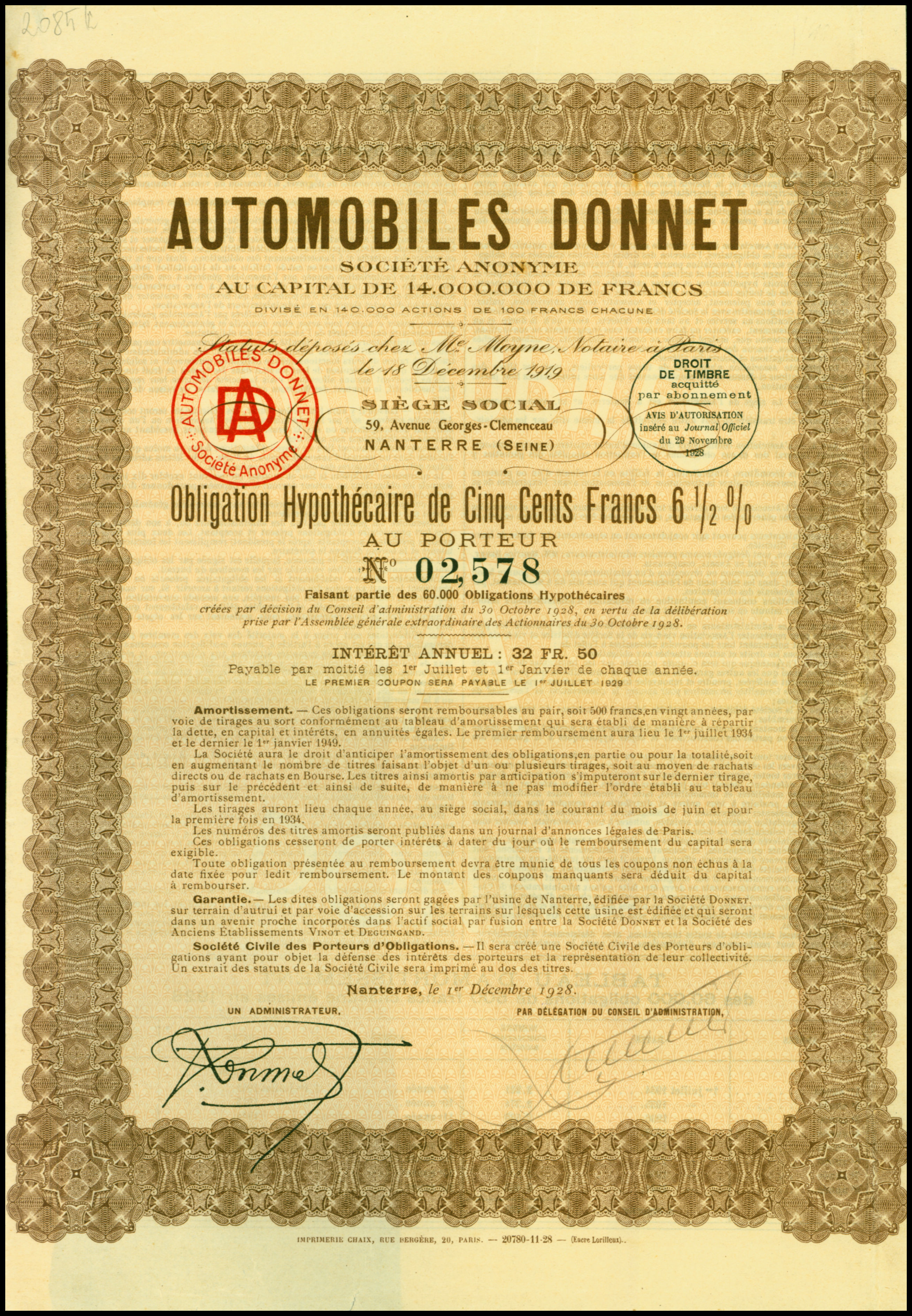
Obligation über 500 Francs der Automobiles Donnet SA vom 1. Dezember 1928

Donnet-Contin war ein französischer Hersteller von Automobilen.

## Unternehmensgeschichte
Jérôme Donnet gründete 1924 das Unternehmen SA des Automobiles Donnet-Zedel und übernahm Zedel. Fabriken befanden sich in Nanterre und Neuilly-sur-Seine. Der Markenname lautete zunächst Donnet-Zedel. Infolge einer Umfirmierung in SA des Automobiles Donnet änderte sich der Markenname 1928 in Donnet. Im Dezember 1934 endete die Produktion. Henri Théodore Pigozzi übernahm die Werksanlagen in Nanterre und gründete Simca. Contin-Souza übernahm zwölf fertiggestellte Fahrzeuge sowie Teile und Maschinen, fertigte bis 1936 noch einige Fahrzeuge und verkaufte sie unter dem alten Markennamen Donnet.

## Fahrzeuge

### Markenname Donnet-Zedel
Ab 1924 wurden in der ehemaligen Fabrik von Vinot & Deguingand die Vierzylindermodelle 7 CV Modell G mit 1100 cm³ Hubraum und eines mit 2250 cm³ Hubraum hergestellt.
1926 wurde ein Sechszylindermodell mit 2500 cm³ Hubraum vorgestellt, dem kleinere Sechszylindermodelle mit 1300 cm³ und 1800 cm³ Hubraum folgten.

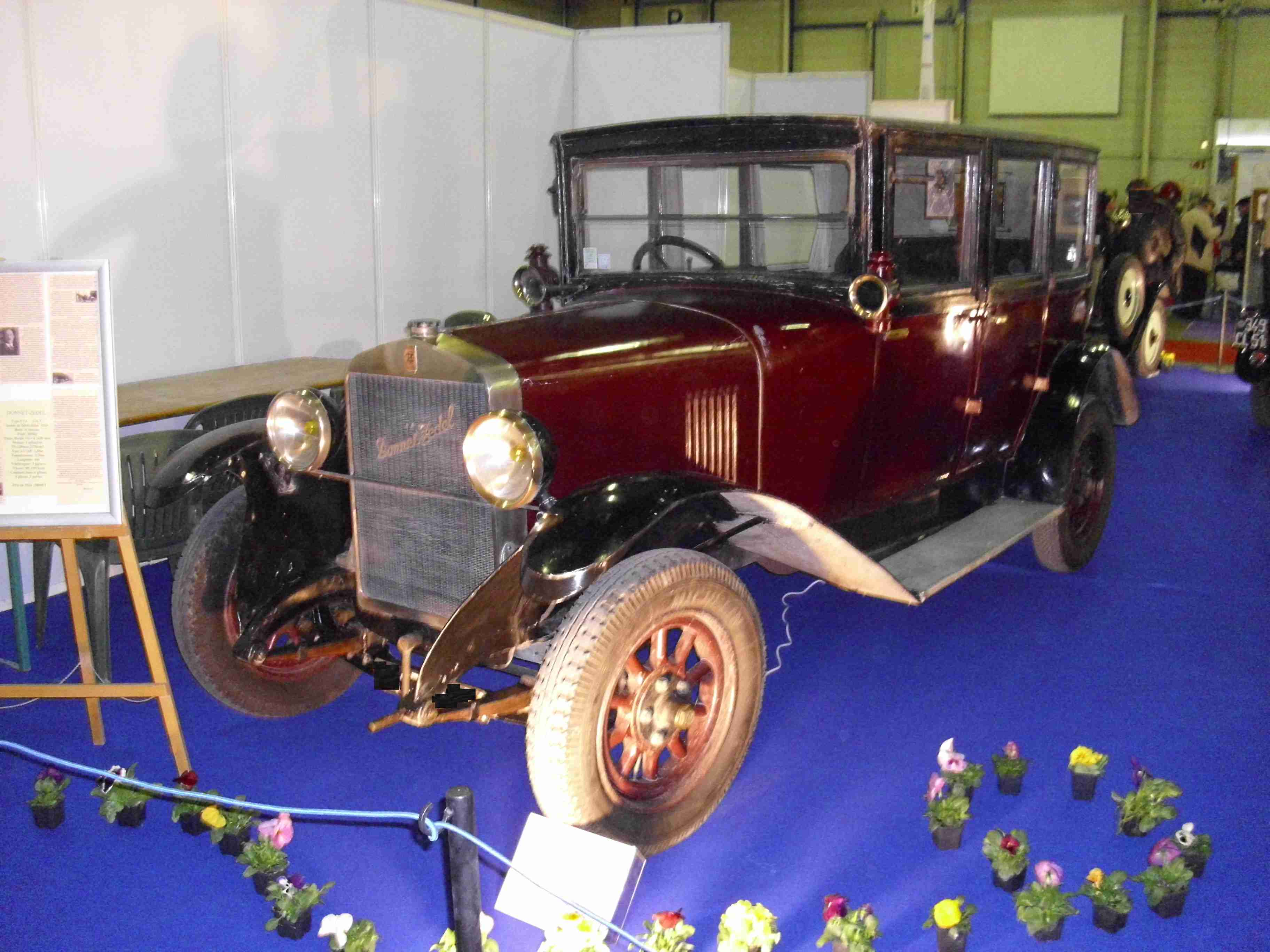
Donnet-Zedel von 1924
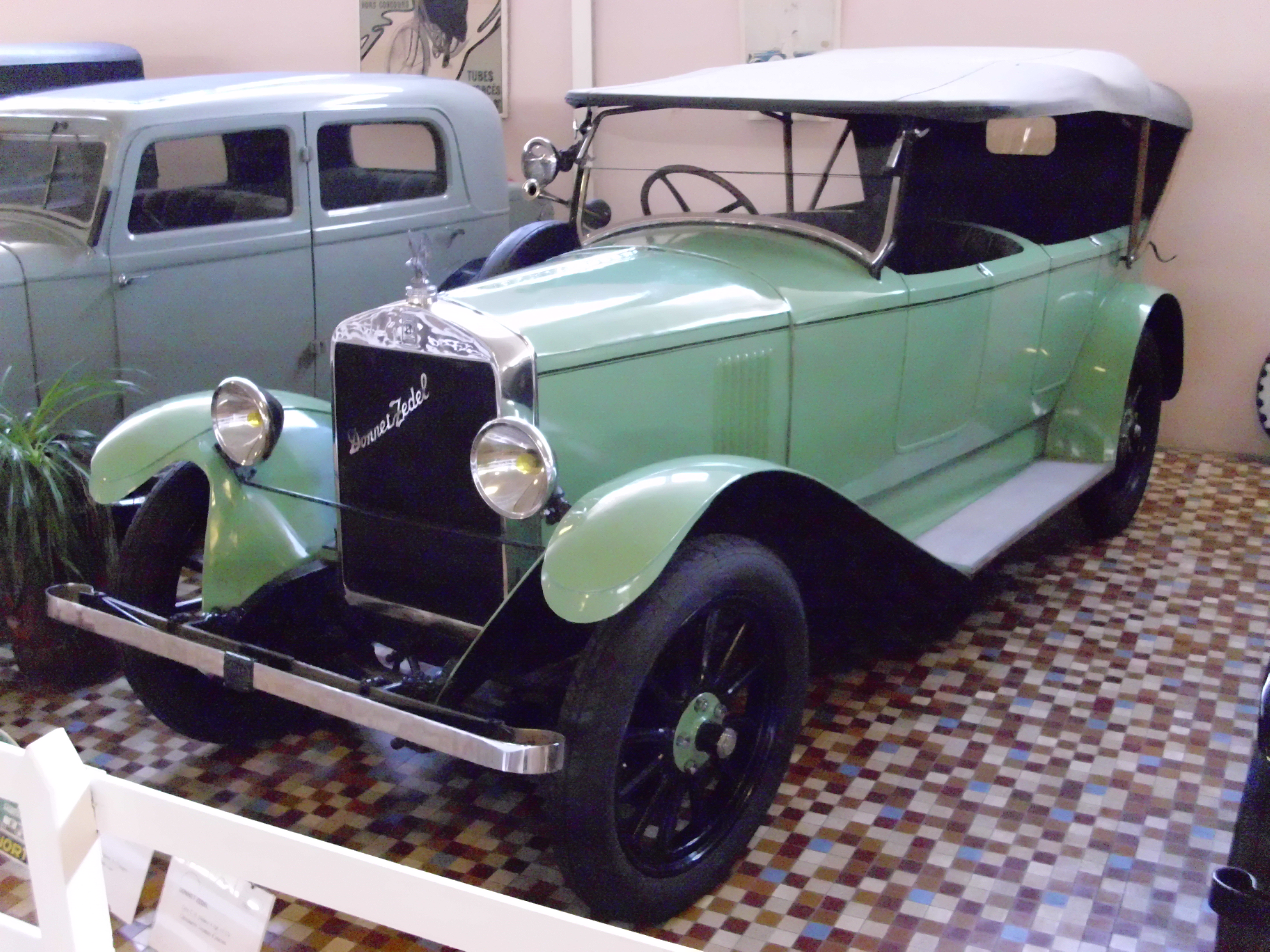
Donnet-Zedel von 1925
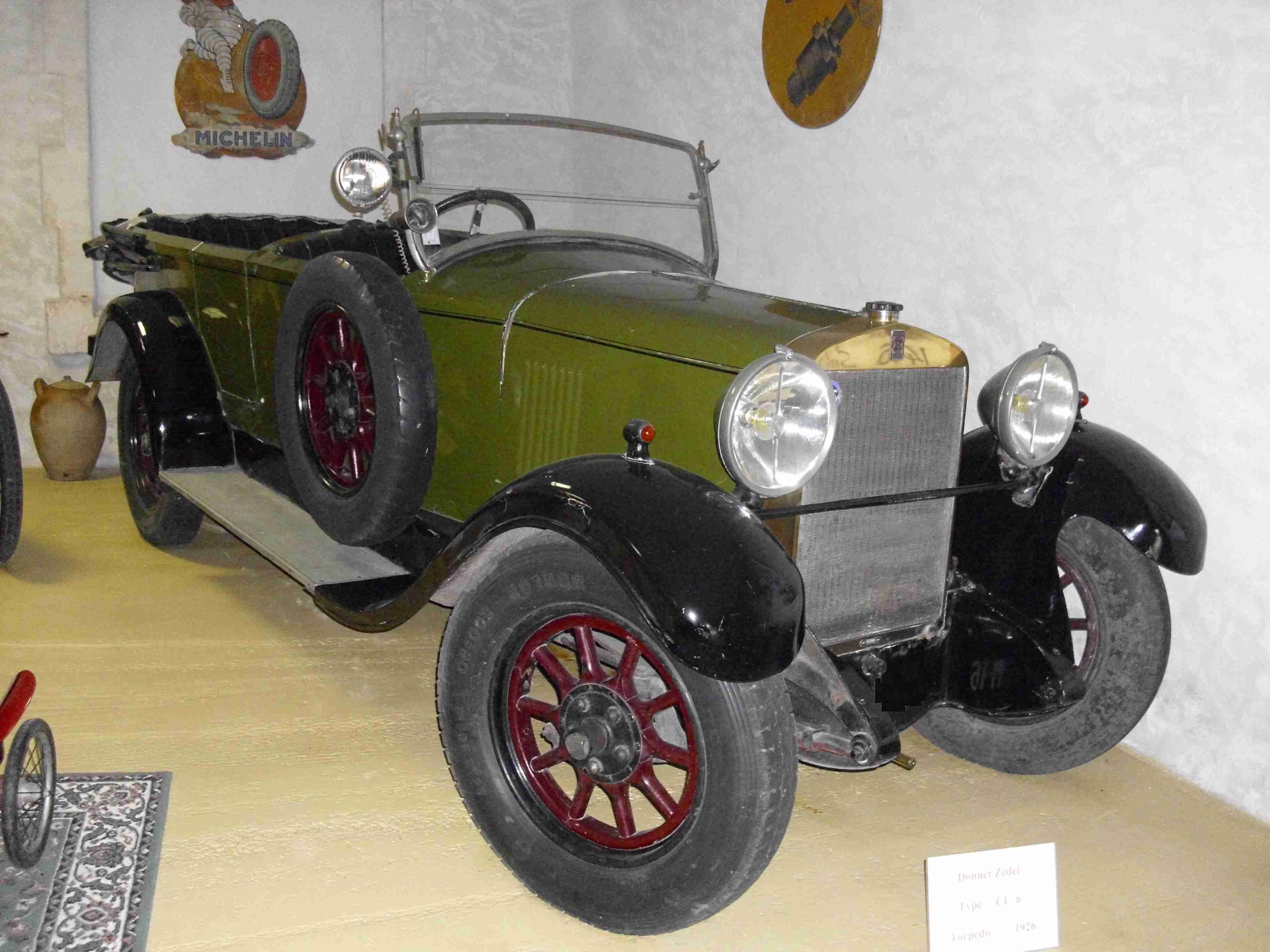
Donnet-Zedel von 1926

### Markenname Donnet
1931 entstand der Prototyp eines Sechszylindermodells mit Frontantrieb, der allerdings nicht in Serienproduktion ging.
1932 wurde der Kleinwagen von Deguingand übernommen, der einen Vierzylinder-Zweitaktmotor mit 750 cm³ Hubraum besaß.
Contin-Souza vertrieb die zwölf Fahrzeuge des Modells Donnastar, die 1934 entstanden, im Jahre 1935. Außerdem stellte das Unternehmen eine weiterentwickelte Version D 35 her, die den damaligen Modellen von Renault ähnelten. Der Verkauf lief bis 1936.
Ein Fahrzeug dieser Marke ist im Musée Automobile Reims Champagne in Reims zu besichtigen.

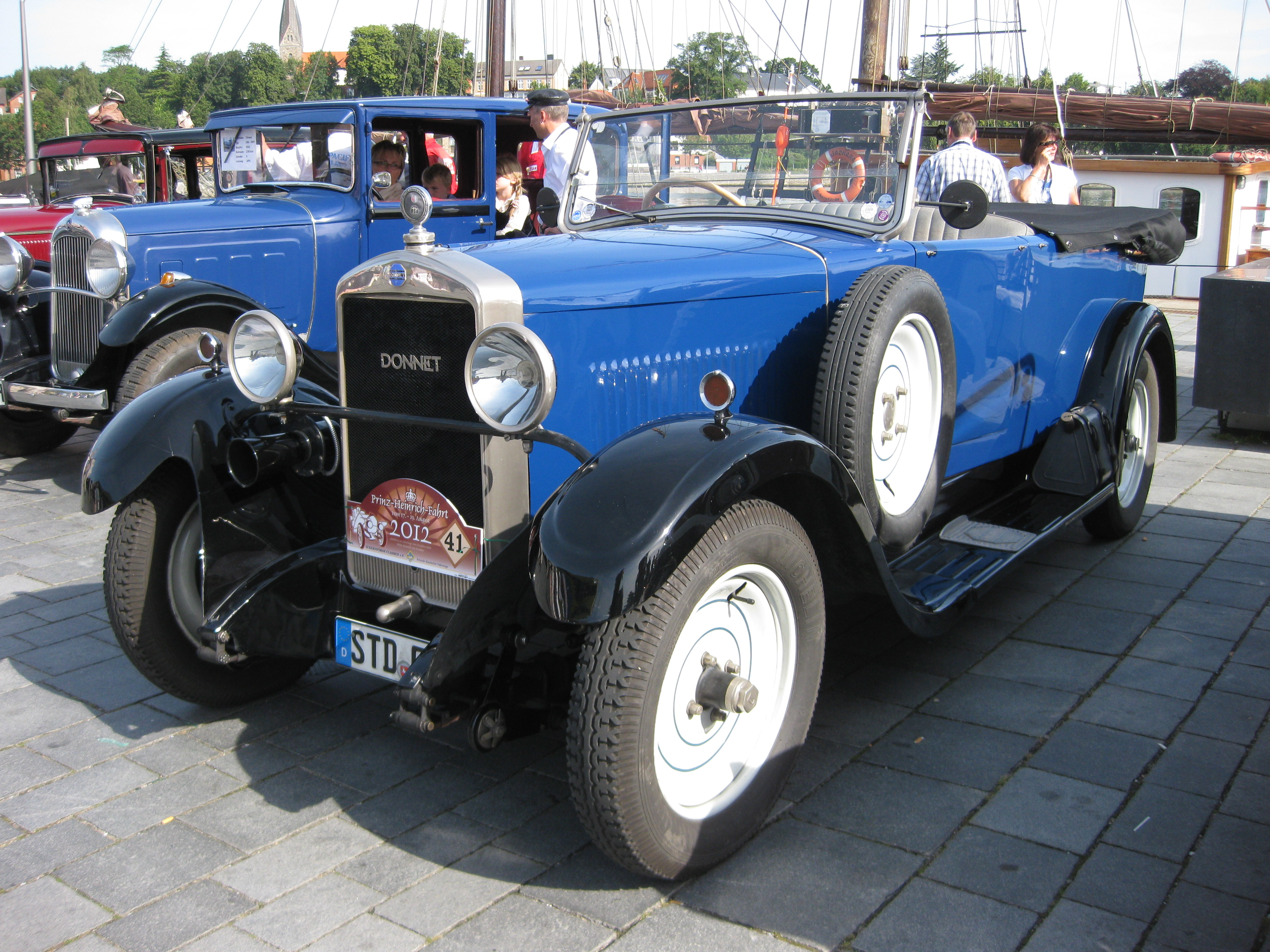
Donnet von 1931
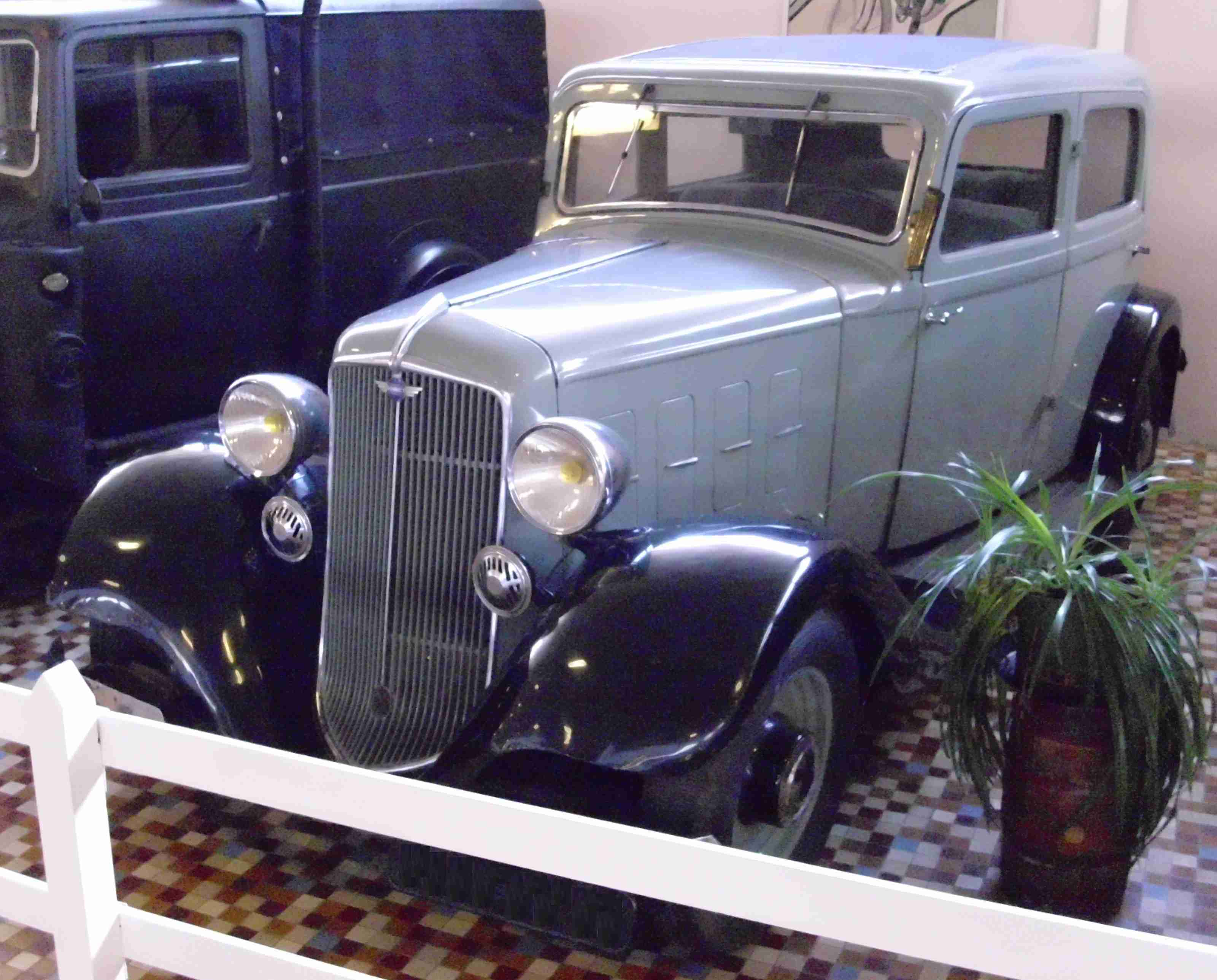
Donnet von 1932